# Reg Kehoe and his Marimba Queens
Reg Kehoe and his Marimba Queens was een marimba-muziekgroep in de jaren dertig, veertig en jaren vijftig die veel optrad en afkomstig was uit Lancaster (Pennsylvania).
Bezetting:
- Reg Kehoe (marimba, elektrische vibrafoon)
- Fern Marie Kehoe (marimba)
- Frank DeNunzio, Sr. (contrabas)
- Ruth Hauser (xylofoon)

Een belangrijk erfstuk dat de band naliet was in de twee minuten durende zwart-witfilm aan het begin van 1940. Dit is een van de honderden Soundies, ofwel videoclips die achterwaarts werden geprint (spiegelbeeld) zodat ze juist werden weergegeven wanneer ze in een Panoram-machine werden afgedraaid, een ouderwetse film-jukebox ter grootte van een koelkast.
"A Study In Brown" werd ook in filmhuizen vertoond als toegift voor de hoofdvoorstelling. Reg Kehoe and his Marimba Queens speelden van rond 1938 tot 1955 en waren toen een populaire act met de start en het eind van elke jaarlijkse tour in het Hersheypark in Hershey (Pennsylvania). Met de tour deden ze de Oostkust en het Middenwesten van de Verenigde Staten aan, vergelijkbaar met de Bigbands. Ze traden op in de belangrijke danshallen, waaronder in Chicago The Aragon, Willowbrook (Oh Henry Ballroom), Melody Mill, Midway Gardens en Trianon. 
In "A Study In Brown" steelt contrabasspeler Frank DeNunzio, Sr. de show. Hij speelde zijn standup/slap-bas tot vrijwel aan het eind van zijn leven in februari 2005. De vrouw die de marimba speelt naast de maracabespeelster in de film, is Fern Marie, de vrouw van Reg; zij overleed in juli 2006.
Reg Kehoe and his Marimba Queens maakten geen andere opnamen in de jaren 40. Er zijn 18 "glass"-muziekopnames en 2 "glass"-opnames van live interviews van Reg en enkele van zijn bandleden. Helaas zijn er verder geen andere opnames van de band bekend.

## Bron
- Onderzoek van Phil Kosin